# Namasté

Pozdrav namasté se sepjatýma rukama

Namasté (dévanágarí: नमस्ते, výslovnost v hindštině: [nəməsteː]), někdy vyslovováno jako namaskar nebo namaskaram, je běžný pozdrav v hinduistické kultuře. Nyní se s ním lze setkat v Indickém subkontinentu nebo v jihovýchodní Asii v oblastech, kde se nachází indická náboženství. Používá se jak pro pozdrav, tak pro loučení. Pozdrav namasté se většinou říká s mírnou úklonou a s dlaněmi sepjatými k sobě. Prsty míří vzhůru a palce k hrudníku. Takové gesto se nazývá Añjali Mudrā [andžali mudra].
‘Nama’ znamená poklona, ‘as’ znamená já a ‘te’ znamená ty. Namaste se doslovně překládá jako „Klaním se ti“. Pozdrav může být vysloven bez provedení gesta nebo gesto může být provedeno bez vyslovení pozdravu.

## Andžali mudra
Andžali mudra (Añjali Mudrā, sanskrt: अञ्जलि मुद्रा) je gesto spojené s indickými náboženstvími, praktikované v nejčastěji v Asii. Gesto je používáno jako symbol respektu a jako pozdrav v Indii, Nepálu, Bhútánu, Myanmaru, Thajsku, Laosu, Kambodži, Indonesii a na Srí Lance. Také mezi buddhisty, taoisty a šintoisty ve východní Asii. Dále jej používají jogíni a další přívrženci podobných tradic.

### Etymologie
Andžali v sanskrtu znamená „božská oběť“, „gesto úcty“, „požehnání“, „pozdravení“ a je odvozeno od anj což znamená „ctít nebo slavit“.
Mudra znamená „znamení“ nebo „pečeť“. Význam fráze potom znamená „pečeť pozdravení“.

### Popis
Ruce mohou být spojené dlaněmi u srdeční čakry spolu se zavřením očí a poklonem hlavy. Nebo se mohou spojit v oblasti třetího oka s poklonem hlavy a po té přenést k srdci. Tato mudra je prováděna spojením dlaní a konečků prstů, které jsou známy jako energetické body. Každý prst symbolizuje odlišné kvality. Prostředníček, prsteníček a malíček reprezentují tři typické kvality přírody (tzv. Tři Guny). Prostředníček symbolizuje sattvu (jasnost, moudrost a pravdivé porozumění). Prsteníček symbolizuje radžas (aktivita a pohyb), malíček reprezentuje tamas (lenost a stagnaci). Ukazováček reprezentuje individuální duši a palec božskou duši.

### Symbolický význam
Andžali mudra má stejný význam jako sanksrtský pozdrav namasté. Přesto, že se gesto používá pro pozdrav nebo pro loučení, tak má hlubší význam než jednoduché „ahoj“ nebo „sbohem“. Spojení dlaní je považováno za spojení mezi pravou a levou hemisférou mozku a představuje sjednocení.  Je to spojení praktikujícího s božským ve všech věcech, proto andžali mudra ctí sebe i druhého.

### Použití v ásanách

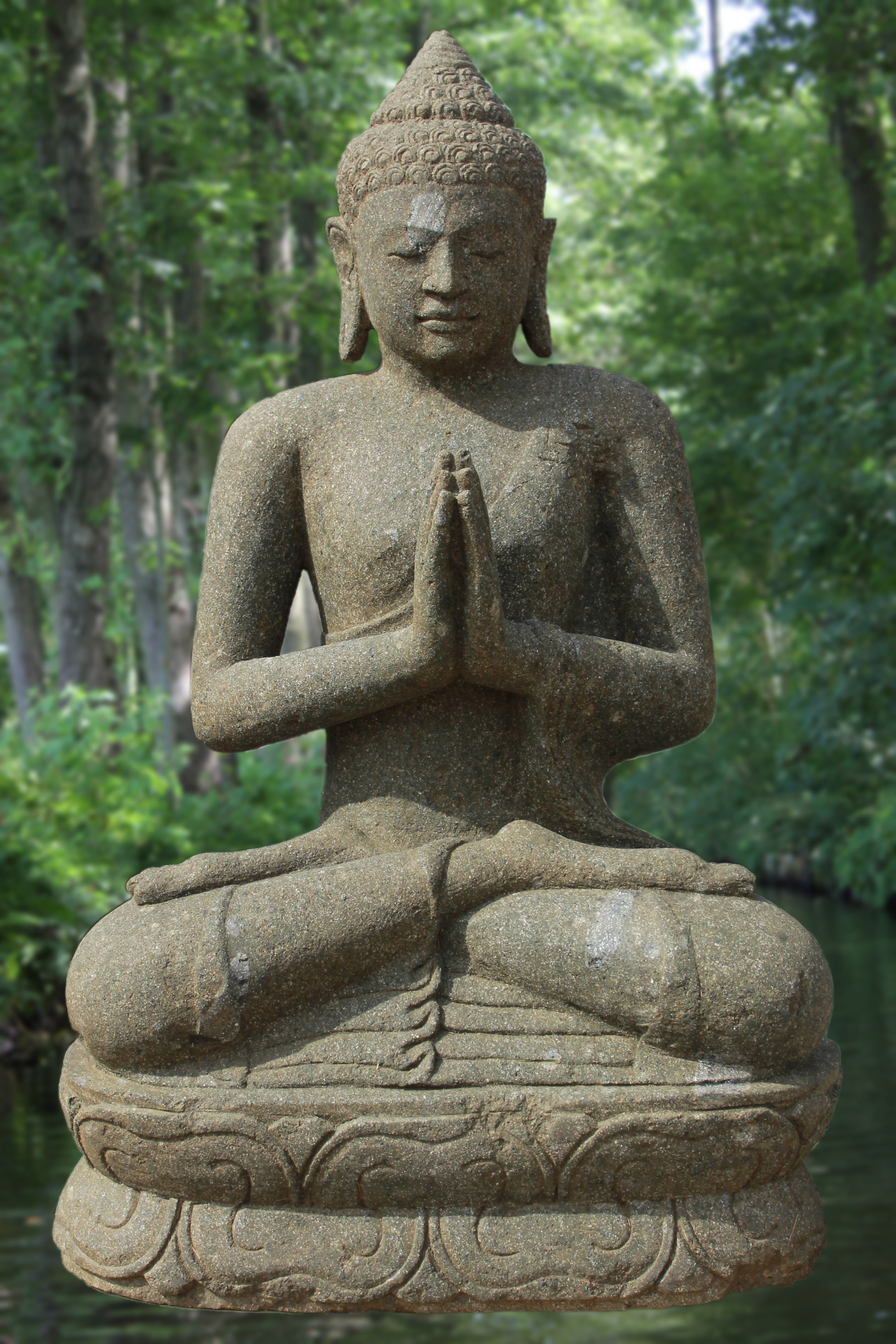
Socha Buddhy a andžali mudra

Zatímco andžali mudra může být vykonávána sama z jakéhokoli sedícího nebo stojícího držení těla, gesto je také začleněno do fyzické jógové praxe jako součást mnoha celotělových ásan, včetně:
- Anjanejásana[8]
- Hanumanásana[9]
- Malásana[10]
- Matsjásana[11]
- Radžakapotásana[12]
- Tadásana[13]
- Utkatásana
- Vírabhadrásana I[14]
- Vrksásana[15]

### Použití

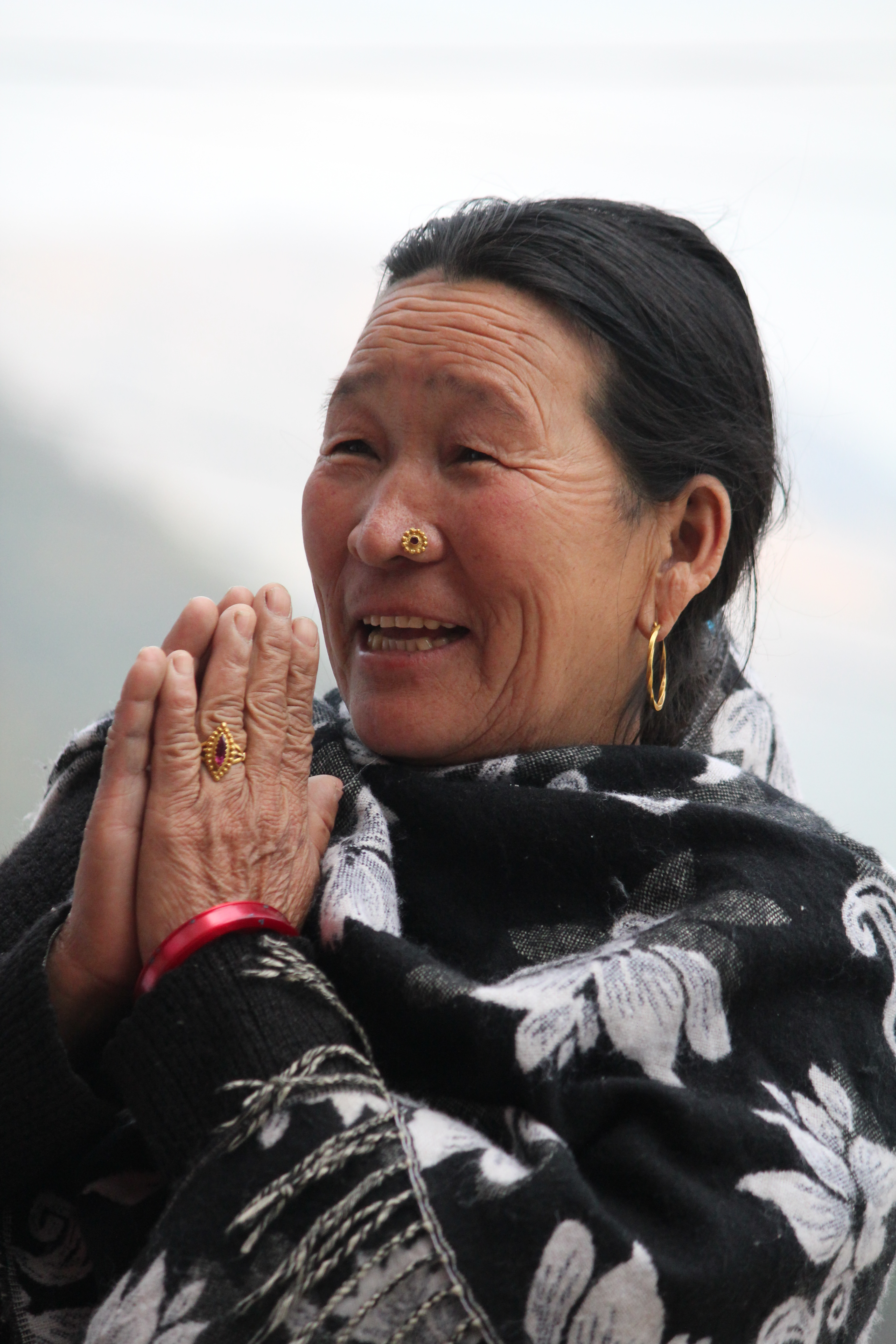
Obyvatel Okddhungského okresu při andžali mudře

Pozdrav je široce používán po celém indickém subkontinentu, v částech Asie a na místech, kam se stěhovali lidé z jihu a jihovýchodní Asie.
Namaskar je také součástí 16 upacharů používaných v chrámech nebo na jakémkoli místě formální Púdžy (uctívání).
Izraelský premiér Benjamin Netanyahu navrhl použití gesta jako alternativy k potřesení rukou během pandemie covidu-19 v roce 2020.